# Аутономна Република Крим
Аутономна Република Крим (укр. Автономна Республіка Крим []; рус.  []; кт. Qırım Muhtar Cumhuriyeti, Къырым Мухтар Джумхуриети или Ҡырым Мухтар Җумхуриети) је дејуре аутономна република Украјине, која се налази на полуострву Крим. До фебруара-марта 2014. године, подручје Крима је de facto и de jure било у саставу Украјине, а од тада је дефакто под контролом Русије, док је de jure статус ове регије споран. У оквиру Русије је ово подручје политички организовано као Република Крим.
Аутономна Република Крим је званично формирана украјинским законом из 1992. године, али није фактички успостављена све до 1995. године, јер се на њеној територији у том периоду налазила самопроглашена полунезависна Република Крим, која се противила централним властима Украјине. Након што су власти Крима биле приморане да прихвате статус аутономне републике у Украјини, Аутономна Република Крим је и фактички успостављена.
Административни центар ове аутономне републике је град Симферопољ. Подручје града Севастопоља на полуострву Крим је изван територије Аутономне Републике Крим и има посебан статус. Површина АР Крим износи 26.081 km². АРК има 1.967.119 становника по подацима из 2013, од којих је око 59% Руса.
Дана 11. марта 2014. године Кримски парламент је усвојио декларацију о независности Републике Крим (из чијег имена је избачен назив „аутономна"), док су на референдуму који је одржан 16. марта 2014, становници Крима гласали за припајање Крима Русији. 17. марта 2014. године, Врховни совјет Крима усвојио је резолуцију о независности од Украјине и обратио се Русији за пријем Републике Крим у састав Руске Федерације, да би 18. марта 2014. Република Крим ушла у састав Руске Федерације, на основу споразума који су потписали руски председник Владимир Путин и кримски лидери. Украјина ову територију и даље сматра аутономном републиком у саставу Украјине, иако нема никакву фактичку контролу над њом.

## Историја
Године 1991, распадом Совјетског Савеза, Украјина постаје независна држава. Између 1992. и 1995. године, Крим је био самопроглашена полунезависна република, која се противила централним властима Украјине. Након тога, власти Крима су приморане да прихвате статус аутономне републике у Украјини.
Као последицу немира у Украјини почетком 2014. године и свргавања про-руских украјинских власти, кримски парламент је за 16. март расписао референдум о будућем статусу Крима. Посланици су изгласали да се распусти тадашња регионална влада, која је подржала нове привремене власти у Кијеву, и да се на референдуму одлучује о томе да ли да Крим постане део Руске Федерације или да се на снагу врати устав Републике Крим из 1992. године.

Дана 11. марта 2014. године, кримски парламент је усвојио декларацију о независности Републике Крим од Украјине, док су на референдуму који је одржан 16. марта 2014, становници Крима гласали за припајање Крима Русији. 17. марта 2014. године, Врховни совјет Крима усвојио је резолуцију о независности од Украјине и обратио се Русији за пријем Републике Крим у састав Руске Федерације, да би 18. марта 2014. Република Крим ушла у састав Руске Федерације, на основу споразума који су потписали руски председник Владимир Путин и кримски лидери. Град Севастопољ је истог дана такође постао део Руске Федерације, као град са федералним статусом.

## Становништво
Према званичном попису становништва у Украјини из 2001. године, у АР Крим је живело 2.024.056 становника. Посљедње незваничне процене из 2013. године указују да је у републици тада живело 1.967.119 становника. Већину становништва републике од 58,5% чинили су етнички Руси, а потом су следили Украјинци са 24,3%, Кримски Татари са 12,1%, Белоруси са 1,4% и Јермени са 1,1%.
| Националност   | 2001. | Матерњи језик         | 2001. |
| Руси           | 58,5% | Руски језик           | 77,0% |
| Украјинци      | 24,4% | Кримскотатарски језик | 11,4% |
| Кримски Татари | 12,1% | Украјински језик      | 10,1% |
| Белоруси       | 1,5%  | остали језици         | 1,5%  |
| Татари         | 0,5%  |                       |       |
| Јермени        | 0,4%  |                       |       |
| Јевреји        | 0,2%  |                       |       |
| Пољаци         | 0,2%  |                       |       |
| Молдавци       | 0,2%  |                       |       |
| Азери          | 0,2%  |                       |       |

## Градови
Већи градови на подручју АР Крим (процена из 2013):
- Симферопољ (337.285)
- Керч (145.265)
- Јевпаторија (106.877)
- Јалта (78.115)
- Феодосија (69.461)
- Џанкој (36.086)
- Красноперекопск (29.815)
- Алушта (28.418)
- Бахчисарај (26.482)
- Саки (23.655)
- Армјанск (22.337)

Највећи град полуострва Крим, Севастопољ (342.580 становника) није се налазио у саставу АР Крим, већ је имао посебан административни статус.